# Saptaloka

Światy kosmologii hinduistycznej

Saptaloka (trl. saptalokāh.) – hierarchiczny siedmiokrotny system klasyfikacji rejonów wszechświata (zwanych loka) występujący w puranach. 
Podział taki opisują np. Wisznupurana i Jogabhaszja. Brahmandapurana określa światy saptaloka, jako zawarte w kosmicznym jaju wszechświata Brahmy (Brahmanda)
.

## Wisznupurana
- Podział saptaloki według Wisznupurany[3] przedstawia się następująco :

1. Bhurloka - sfera Ziemi
2. Bhuwarloka - sfera atmosfery
3. Swarloka - sfera nieba
4. Maharloka - sfera świętych
5. Dźanaloka - sfera Dźanów
6. Tapoloka - sfera ascetyczna
7. Satjaloka - sfera prawdy (satja)

## Jogabhaszja
- Dźanaloka, Tapoloka i Satjaloka to trójpoziomowy świat Brahmy, według komentarza w Jogabhaszji do wersu III.26 Jogasutr Patańdźalego[4].

- Natomiast Bhuwarloka i Swarloka nazywane są przez Wjasę jako Antarikszaloka i Mahendraloka[5]